# Saint-Aubin-de-Locquenay
Saint-Aubin-de-Locquenay és un municipi francès situat al departament del Sarthe i a la regió de País del Loira. L'any 2007 tenia 686 habitants.

## Demografia

### Població
El 2007 la població de fet de Saint-Aubin-de-Locquenay era de 686 persones. Hi havia 293 famílies de les quals 70 eren unipersonals (35 homes vivint sols i 35 dones vivint soles), 113 parelles sense fills, 94 parelles amb fills i 16 famílies monoparentals amb fills.
La població ha evolucionat segons el següent gràfic:
Habitants censats

### Habitatges
El 2007 hi havia 366 habitatges, 290 eren l'habitatge principal de la família, 46 eren segones residències i 30 estaven desocupats. 361 eren cases i 4 eren apartaments. Dels 290 habitatges principals, 250 estaven ocupats pels seus propietaris, 36 estaven llogats i ocupats pels llogaters i 4 estaven cedits a títol gratuït; 22 tenien dues cambres, 54 en tenien tres, 91 en tenien quatre i 123 en tenien cinc o més. 241 habitatges disposaven pel capbaix d'una plaça de pàrquing. A 128 habitatges hi havia un automòbil i a 144 n'hi havia dos o més.

### Piràmide de població
La piràmide de població per edats i sexe el 2009 era:
| Homes | Edats   | Dones |
| ----- | ------- | ----- |
| 0     | 95 o +  | 0     |
| 0     | 90 a 94 | 4     |
| 0     | 85 a 89 | 0     |
| 8     | 80 a 84 | 8     |
| 8     | 75 a 79 | 20    |
| 24    | 70 a 74 | 16    |
| 12    | 65 a 69 | 28    |
| 20    | 60 a 64 | 32    |
| 20    | 55 a 59 | 8     |
| 36    | 50 a 54 | 16    |
| 36    | 45 a 49 | 40    |
| 12    | 40 a 44 | 16    |
| 20    | 35 a 39 | 16    |
| 4     | 30 a 34 | 16    |
| 24    | 25 a 29 | 20    |
| 8     | 20 a 24 | 36    |
| 20    | 15 a 19 | 20    |
| 20    | 10 a 14 | 20    |
| 12    | 5 a 9   | 24    |
| 28    | 0 a 4   | 24    |

## Economia
El 2007 la població en edat de treballar era de 411 persones, 286 eren actives i 125 eren inactives. De les 286 persones actives 257 estaven ocupades (150 homes i 107 dones) i 29 estaven aturades (12 homes i 17 dones). De les 125 persones inactives 76 estaven jubilades, 26 estaven estudiant i 23 estaven classificades com a «altres inactius».

### Ingressos
El 2009 a Saint-Aubin-de-Locquenay hi havia 295 unitats fiscals que integraven 697,5 persones, la mediana anual d'ingressos fiscals per persona era de 18.506 €.

### Activitats econòmiques
Dels 12 establiments que hi havia el 2007, 1 era d'una empresa extractiva, 3 d'empreses de construcció, 4 d'empreses de comerç i reparació d'automòbils, 1 d'una empresa de transport, 1 d'una empresa d'hostatgeria i restauració, 1 d'una empresa de serveis i 1 d'una empresa classificada com a «altres activitats de serveis».
Dels 3 establiments de servei als particulars que hi havia el 2009, 1 era un paleta, 1 lampisteria i 1 restaurant.
L'any 2000 a Saint-Aubin-de-Locquenay hi havia 29 explotacions agrícoles que ocupaven un total de 966 hectàrees.

## Equipaments sanitaris i escolars
El 2009 hi havia una escola elemental integrada dins d'un grup escolar amb les comunes properes formant una escola dispersa.

## Poblacions més properes
El següent diagrama mostra les poblacions més properes.